# Мансана де ла Рівера
Мансана-де-ла-Рівера — це античний міський квартал, перетворений на комплекс музею-бібліотеки-театру-кафе, розташований в Асунсьйоні. Він став культурним символом Парагваю.

## Місцезнаходження

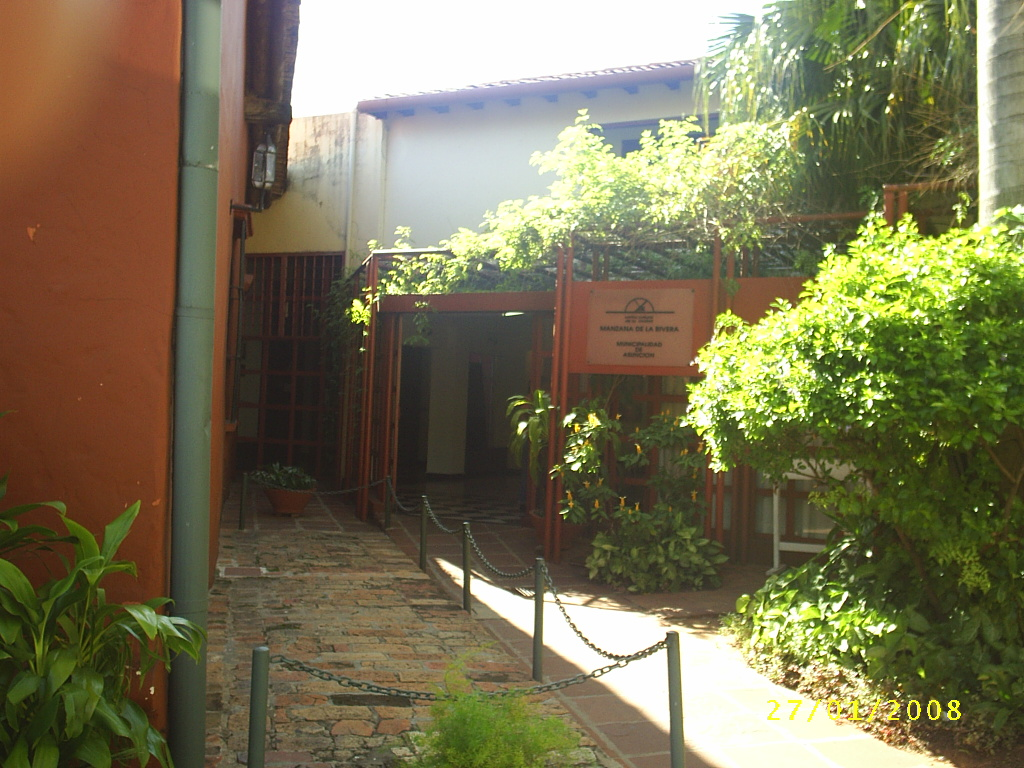
Головний вхід Мансана-де-ла-Рівера

Розташований за адресою Хуан де Айолас (Juan de Ayolas) 129, Asunción, Paraguay, архітектурний комплекс являє собою групу з дев'яти відреставрованих будинків, а також деяких нових споруд. Він розташований навпроти Будинку уряду. Його назва походить від назви старої сусідньої вулиці, Калле-де-ла-Рівера (Calle de la Rivera).

## Історія

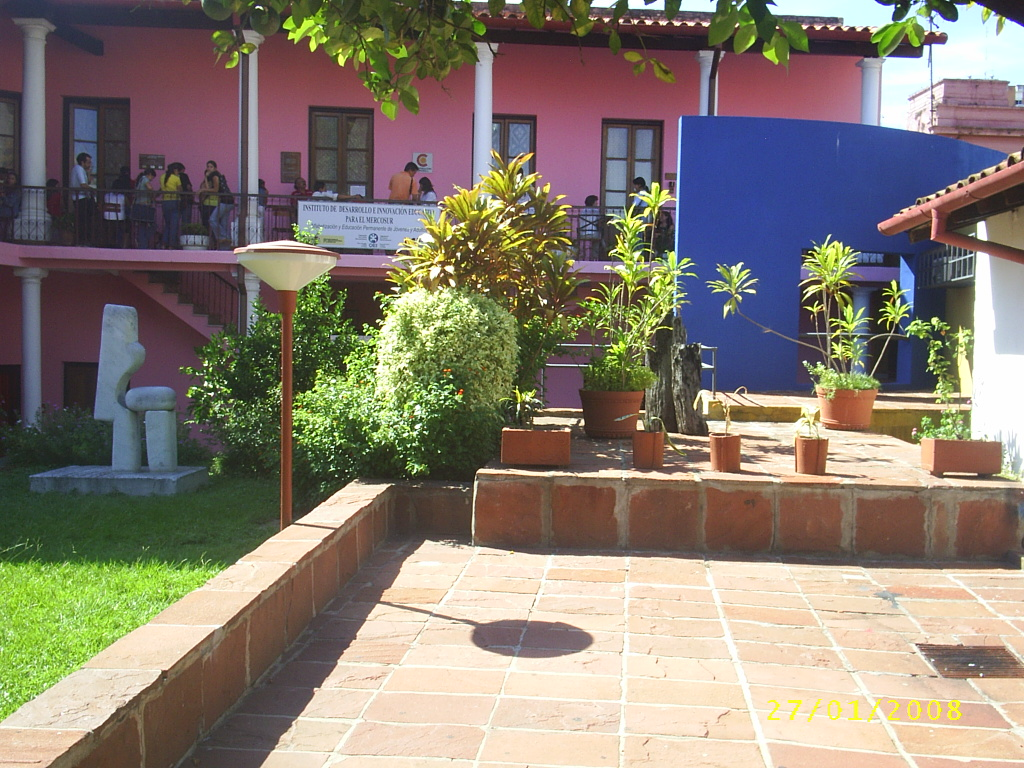
Патіо Леонор

Після зміни влади у 1989 році люди хотіли відновити кілька місць у місті. У цьому контексті група студентів-архітекторів розпочала кампанію Salvemos la Manzana frente al palacio, що означає, що врятуймо міський квартал перед будинком уряду, виступаючи проти проєкту, який мав на меті знести його, щоб побудувати на його місці парк. Реставраційні роботи розпочалися у 1991 році. Першим директором був архітектор Карлос Коломбіно.

## Будинки Ла Мансана
Будинок Віоли
Будинок Віоли — це типова колоніальна споруда, датована 1750—1758 роками. Його розташування пов'язане з плануванням вулиць до того, як доктор Гаспар Родрігес де Франсіа розпланував місто. Будинок має черепичний дах. Спереду — галерея, за галереєю — кузня, збудована на дерев'яних балках і колонах. Раніше в будинку було три великі кімнати, тепер залишилася одна, розташована в передній частині. У задній частині знаходиться прохідна галерея, як зразок кулата йовай (culata yovai), типу старовинного парагвайського будинку. Дах галереї зроблений з пальми та такуари; черепиця кріпиться цементним розчином.
Нині в ньому знаходиться Музей пам'яті міста Сьюдад, музей пам'яті міста, де експонуються тексти, карти, предмети, фарби, графіка, а також інші елементи, які розповідають про історію Асунсьйона, починаючи з його заснування до сучасності.
Будинок Кларі
Розташований поруч із «Будинком Віоли», цей будинок являє собою просту споруду з внутрішньою галереєю з кімнатами, розташованими одна біля одної. Побудований архітектором Кларі на початку 20 століття у стилі пізнього модерну. Зараз будинок використовується як кафе-бар Casa Clari. Новозбудована Мігелем Асеведо прибудова використовується як художня галерея.
Будинок Кларі-Местре
Ця будівля, яка примикає до «Casa Clari», була збудована у 1912 році в неокласичному стилі. Коли його відреставрували, він мав цинковий дах, який нібито поставили після початкового будівництва. Стеля була зроблена з картону, з рельєфом і без кольорів. Через поганий стан стелі та даху було вирішено покрити будинок черепицею.
Оскільки будинок має різні рівні, було легко створити аудиторію. Аудиторія Ruy Diaz de Guzmán використовується для концертів, театральних вистав, танцювальних шоу та презентацій книг серед інших заходів.
Будинок Вертуа
З усіх будівель, що входять до складу Манзани, це була єдина будівля, яка мала можливість мати другий поверх. Він був побудований у 1898 році в неокласичному стилі. Раніше тут була цукерня з однойменною назвою.
У 1993 році вона перетворюється на офіс Муніципальної бібліотеки, що нараховує понад 20 000 томів книг. Тут також є «гемеротека» — місце для швидкого та актуалізованого читання, а також мобільна бібліотечна служба, яка відвідує багато шкіл та парків міста.
Будинок Емаса
На етапі реставрації ця будівля потребувала найбільшої роботи. Спочатку вона використовувалася як митниця, з кількома великими кімнатами вздовж одного з коридорів. Згодом тут розмістилася друкарня, і довелося зняти частину даху.
Сьогодні тут знаходиться офіс Культурного центру міста, офіс Іспанського агентства міжнародного співробітництва (Agencia Española de Cooperacion Internacional) та офіс Парагвайської палати об'єднаних книготорговців (Camara paraguaya de Libreros Asociados). Тут також є простір під назвою «La Galeria» (галерея), який працює як виставковий майданчик, переважно скульптур та обладнання.

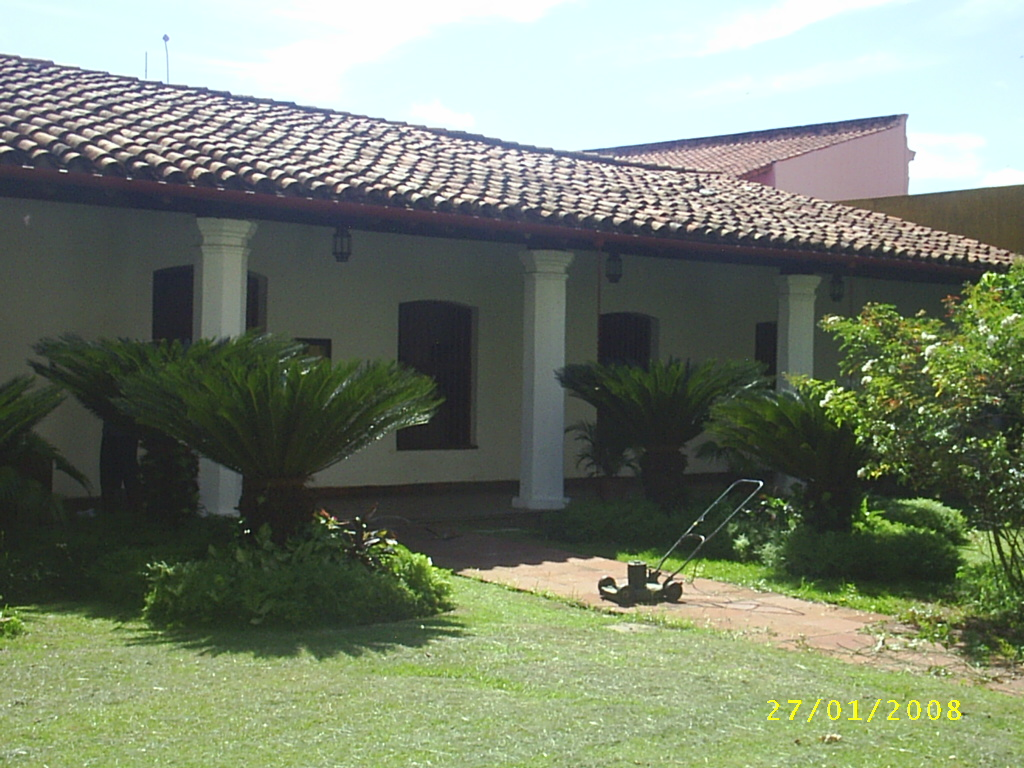
Будинок Кастельві
Раніше відомий як «Casa Serra», «Будинок Кастельві» — це будівля 1804 року, збудована ще за часів колоніальної системи. Будинок був побудований каталонцем Хосе Кастельві, який був віцемером Асунсьйона. Він має оригінальні двері, вікна, віконні решітки та одну з підлог. Це дофранцисканський будинок, розташований за 15 м від вулиці; він має зовнішній сад, який є частиною міської зони.
Сьогодні тут два виставкових зали: Хуана А. Самудіо та Домінго Мартінеса де Ірала. Також є ігрова кімната для дітей. У саду будинку є внутрішній дворик Арекайя (Patio Arecayá), названий на честь повстання індіанців Арекайя (Arecayá), який використовується для проведення різноманітних заходів на свіжому повітрі.
Будинки Серра I і Серра II
Обидва будинки представляють неокласичний стиль житла, з кімнатами, розташованими біля вулиці. Вони мають два передпокої, тож можна припустити, що це були два будинки, які злилися один з одним.
Зараз тут розміщується муніципальна відеотека, яка має відео та документальні фільми на освітні та культурні теми, спеціально розроблені для студентів.
У внутрішньому дворику Леонор (Patio Leonor) (з'єднання внутрішніх садів між «Castelvi» і «Serra I і II») проводяться різні види шоу.
Балларіо
Побудований у 1901 році в неокласичному стилі, цей будинок востаннє був відреставрований у червні 1996 року. У будинку розташовані офіси ЮНЕСКО в Парагваї.

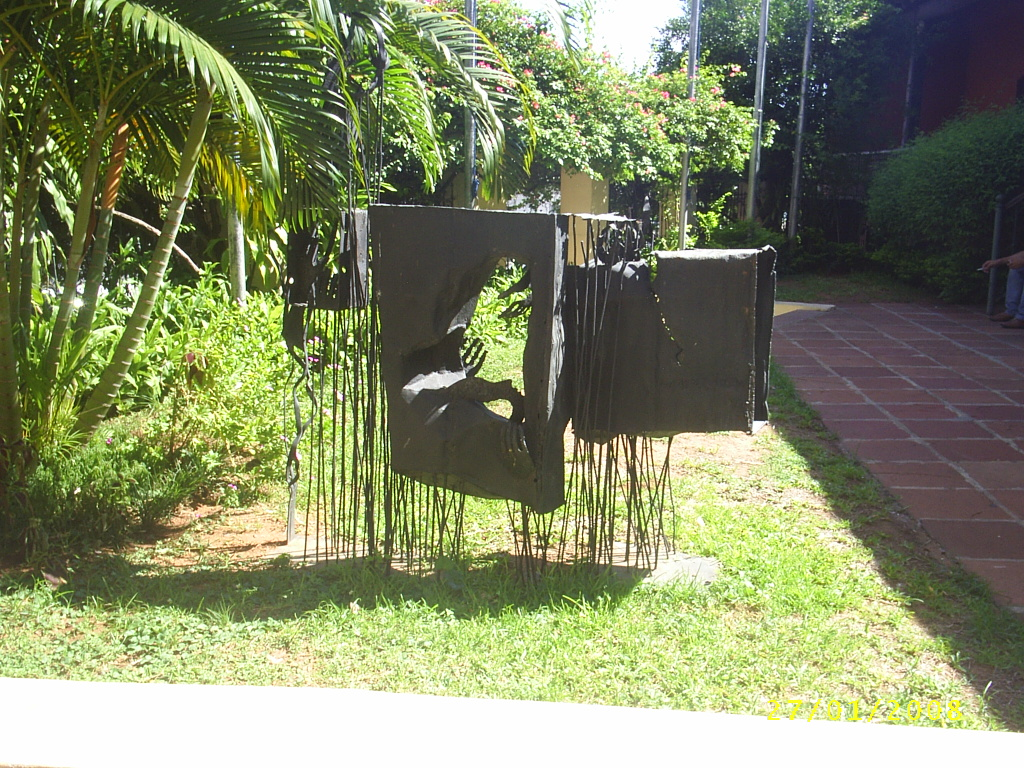
Скульптура біля входу в Мансана-де-ла-Рівера

## Інші факти
У 1993 році на пустирі, що був частиною Манзани, планували побудувати експериментальний театр. Було оголошено конкурс проєктів, на який молодим архітекторам запропонували подати свої ідеї. Переможцем став Хав'єр Корвалан. Багатофункціональний лаунж Federico García Lorca був урочисто відкритий 26 червня 1999 року за участі президента Іспанії Хосе Марії Аснара.

## Графік роботи
- Міський музей пам'яті (City Memory Museum)

Понеділок — п'ятниця: з 08.00 до 21.00 Субота: з 10.00 до 20.00 Неділя: з 10.00 до 19.00
- Простір і галерея Мігеля Асеведо (Miguel Acevedo space and Gallery)

Понеділок — п'ятниця: з 08.00 до 21.00 Субота: з 10.00 до 20.00 Неділя: з 10.00 до 19.00
- Будинок Кастельві

Понеділок — п'ятниця: з 08.00 до 13.30 Субота: з 10.00 до 20.00 Неділя: з 10.00 до 19.00
- Муніципальна бібліотека (Municipal Library)

Понеділок — п'ятниця: з 07.00 до 19.00 Субота: з 08.00 до 12.00
- Муніципальна відеотека (municipal Videotheque)

Понеділок — п'ятниця: з 12.00 до 17.30